# 金爪儿
金爪儿（学名：[Lysimachia grammica] 错误：{{Lang}}：文本有斜体标记（帮助））是报春花科珍珠菜属的植物，是中国的特有植物。分布于中国大陆的浙江、江西、陕西、河南、江苏、安徽、湖北等地，生长于海拔1,200米的地区，常生长在山脚路旁和疏林下阴湿处，目前尚未由人工引种栽培。